# Meridià 7 a l'oest
El meridià 7 a l'oest de Greenwich és una línia de longitud que s'estén des del pol Nord travessant l'oceà Àrtic, Europa, l'oceà Atlàntic, Àfrica, l'oceà Antàrtic, i l'Antàrtida fins al pol Sud.
El meridià 7 a l'oest forma un cercle màxim amb el meridià 173 a l'est. Com tots els altres meridians, la seva longitud correspon a una semicircumferència terrestre, uns 20.003,932 km. Al nivell de l'Equador, és a una distància del meridià de Greenwich de 779 km.

## De Pol a Pol
Començant en el pol Nord i dirigint-se cap al pol Sud, aquest meridià travessa:
| Coordenades                           | País, territori o mar | Notes |
| ------------------------------------- | --------------------- | --- |
| 90° 0′ N, 7° 0′ O / 90.000°N,7.000°O  | Oceà Àrtic            | |
| 82° 2′ N, 7° 0′ O / 82.033°N,7.000°O  | Oceà Atlàntic         | |
| 62° 20′ N, 7° 0′ O / 62.333°N,7.000°O | Illes Fèroe           | Illes de Eysturoy, Streymoy i Koltur |
| 62° 5′ N, 7° 0′ O / 62.083°N,7.000°O  | Oceà Atlàntic         | Passa a l'oest de l'illa de Sandoy, Illes Fèroe (a 61° 55′ N, 6° 56′ O / 61.917°N,6.933°O) · Passa a l'oest de l'illa de Suðuroy, Illes Fèroe (at 61° 38′ N, 7° 0′ O / 61.633°N,7.000°O)                                                                                 |
| 58° 14′ N, 7° 0′ O / 58.233°N,7.000°O | Regne Unit            | Escòcia - Illes de Lewis, Taransay i Harris |
| 57° 45′ N, 7° 0′ O / 57.750°N,7.000°O | Oceà Atlàntic         | Petit Minch · Mar de les Hèbrides — des de 57° 55′ N, 7° 0′ O / 57.917°N,7.000°O · Passa a l'oest de l'illa de Tiree, Escòcia, Regne Unit (at 56° 30′ N, 6° 59′ O / 56.500°N,6.983°O) · i en una part de l'oceà sense nom — des de 56° 30′ N, 7° 0′ O / 56.500°N,7.000°O |
| 55° 16′ N, 7° 0′ O / 55.267°N,7.000°O | Irlanda               | Península d'Inishowen |
| 55° 12′ N, 7° 0′ O / 55.200°N,7.000°O | Lough Foyle           | |
| 55° 6′ N, 7° 0′ O / 55.100°N,7.000°O  | Regne Unit            | Irlanda del Nord |
| 54° 24′ N, 7° 0′ O / 54.400°N,7.000°O | Irlanda               | |
| 52° 8′ N, 7° 0′ O / 52.133°N,7.000°O  | Oceà Atlàntic         | Mar Cèltica una part de l'oceà sense nom — des de 47° 9′ N, 7° 0′ O / 47.150°N,7.000°O Golf de Biscaia — des de 44° 50′ N, 7° 0′ O / 44.833°N,7.000°O |
| 43° 33′ N, 7° 0′ O / 43.550°N,7.000°O | Espanya               | |
| 41° 57′ N, 7° 0′ O / 41.950°N,7.000°O | Portugal              | |
| 40° 14′ N, 7° 0′ O / 40.233°N,7.000°O | Espanya               | Per uns 11 km |
| 40° 7′ N, 7° 0′ O / 40.117°N,7.000°O  | Portugal              | |
| 39° 42′ N, 7° 0′ O / 39.700°N,7.000°O | Espanya               | |
| 39° 5′ N, 7° 0′ O / 39.083°N,7.000°O  | Portugal              | |
| 38° 58′ N, 7° 0′ O / 38.967°N,7.000°O | Espanya               | |
| 38° 12′ N, 7° 0′ O / 38.200°N,7.000°O | Portugal              | |
| 38° 1′ N, 7° 0′ O / 38.017°N,7.000°O  | Espanya               | |
| 37° 11′ N, 7° 0′ O / 37.183°N,7.000°O | Oceà Atlàntic         | |
| 33° 54′ N, 7° 0′ O / 33.900°N,7.000°O | Marroc                | Passa a l'oest de Rabat (a 34° 1′ N, 6° 50′ O / 34.017°N,6.833°O) |
| 29° 39′ N, 7° 0′ O / 29.650°N,7.000°O | Algèria               | |
| 26° 20′ N, 7° 0′ O / 26.333°N,7.000°O | Mauritània            | |
| 15° 30′ N, 7° 0′ O / 15.500°N,7.000°O | Mali                  | |
| 10° 11′ N, 7° 0′ O / 10.183°N,7.000°O | Costa d'Ivori         | |
| 4° 34′ N, 7° 0′ O / 4.567°N,7.000°O   | Oceà Atlàntic         | |
| 60° 0′ S, 7° 0′ O / 60.000°S,7.000°O  | Oceà Antàrtic         | |
| 70° 24′ S, 7° 0′ O / 70.400°S,7.000°O | Antàrtida             | Terra de la Reina Maud — reclamada per Noruega |